# آندراتکس
آندراتکس یا آندراچ  (به اسپانیایی: Andratx) یک شهرستان در اسپانیا است که در مایورکا واقع شده‌است.

## خصوصیات
آندراتکس ۸۱٫۴۶ کیلومترمربع مساحت و ۱۱٬۶۸۵ نفر جمعیت دارد.